# أنقليس ثعبان المياه العميقة المظلمة
أنقليس ثعبان المياه العميقة المظلمة (الاسم العلمي: Ophichthus aphotistos) هو نوع من الأنقليس، يتبع فصيلة الأنقليس الثعباني.